# Schlossgarten Hohenlimburg

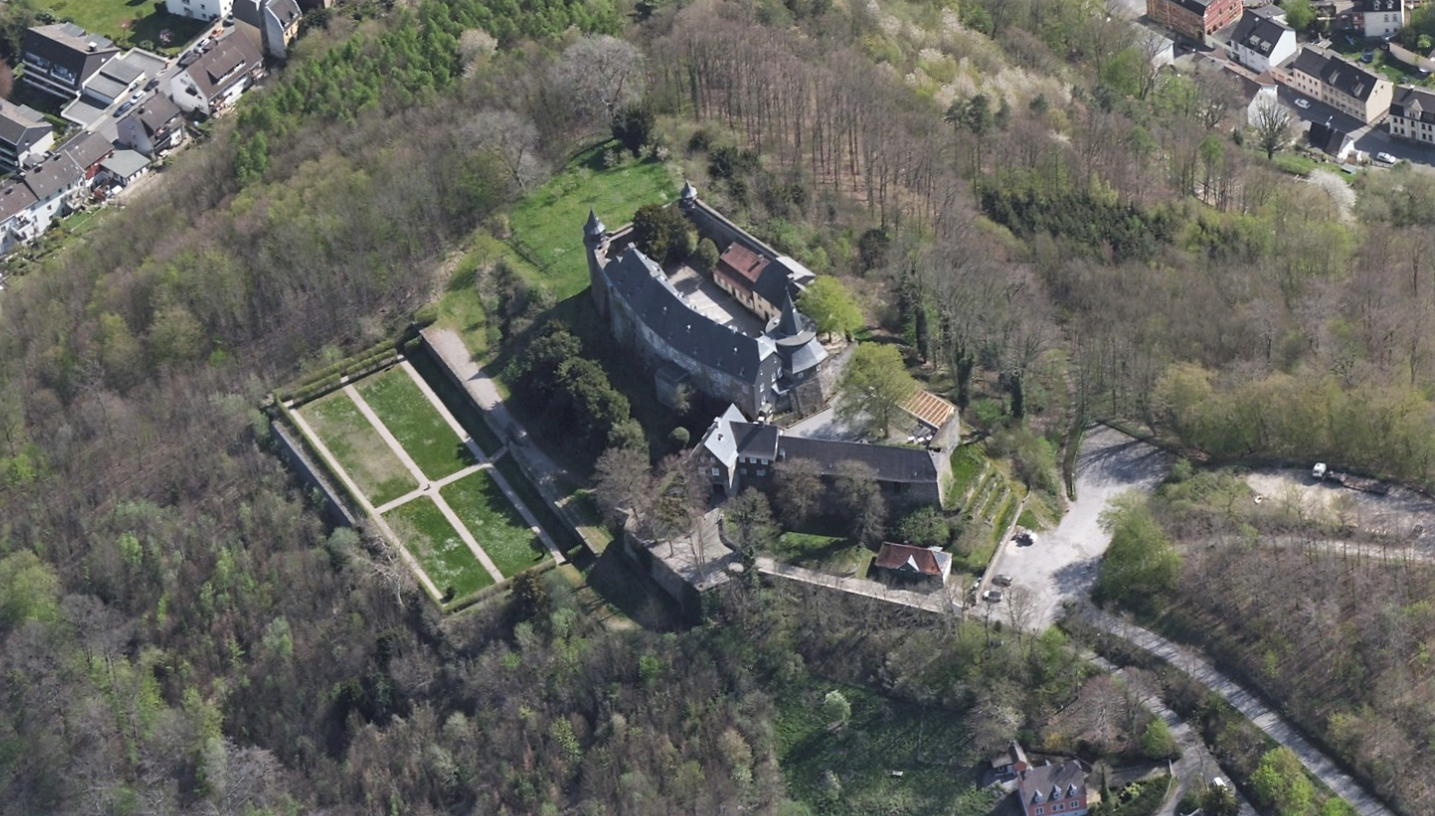
Schloss- und Gartenanlage Hohenlimburg (Luftbild 2020)

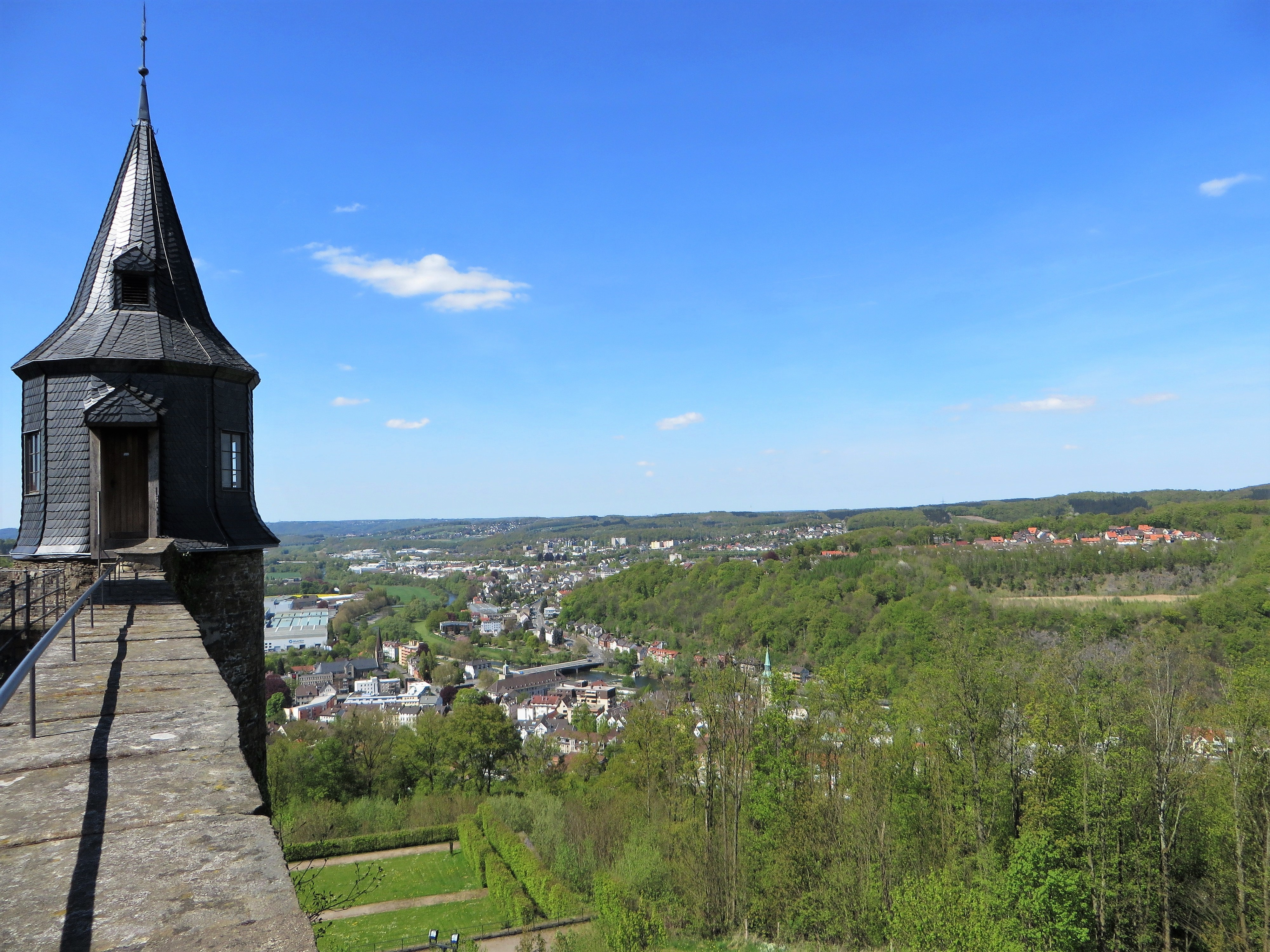
Blick aufs Gartenparterre und Hohenlimburg vom Wehrgang (2016)

Der Schlossgarten Hohenlimburg ist eine, schon 1730 nachweisbare historische, Gartenanlage in Hohenlimburg bei Hagen (NRW).
Der barocke Höhengarten liegt am Westhang des Burgberges unterhalb von Schloss Hohenlimburg.

## Lage und Beschreibung
Weithin sichtbar krönt das Schloss Hohenlimburg eine Bergkuppe über dem Lennetal. Die im Kern mittelalterliche Höhenburg aus dem 13. Jahrhundert hat über die Jahrhunderte einen Wandel von einer wehrhaften Ritterburg zu einem Residenzschloss erfahren. Beide Nutzungsphasen lassen sich an der Architektur der Gebäude ablesen.
Gärten sind seit etwa 1730 am Schloss Hohenlimburg nachgewiesen.
Damals ließ Graf Moritz Casimir l. von Bentheim-Tecklenburg rund um den Sitz seiner Familie eine Grünanlage gestalten, die aussehen sollte wie ein klassischer französischer Barockgarten.
Dafür musste der Graf einen Hang teilweise ebnen und die entstandene Fläche durch Mauern aus Sand- und Kalkstein abstützen lassen. Neben einem Ziergarten entstanden auch mehrere Nutzgärten, in denen Obst, Gemüse und Kräuter angebaut wurden. Dazu wurden auf der Südseite des Gebäudes Terrassen mit Weinreben angelegt.

## Geschichte

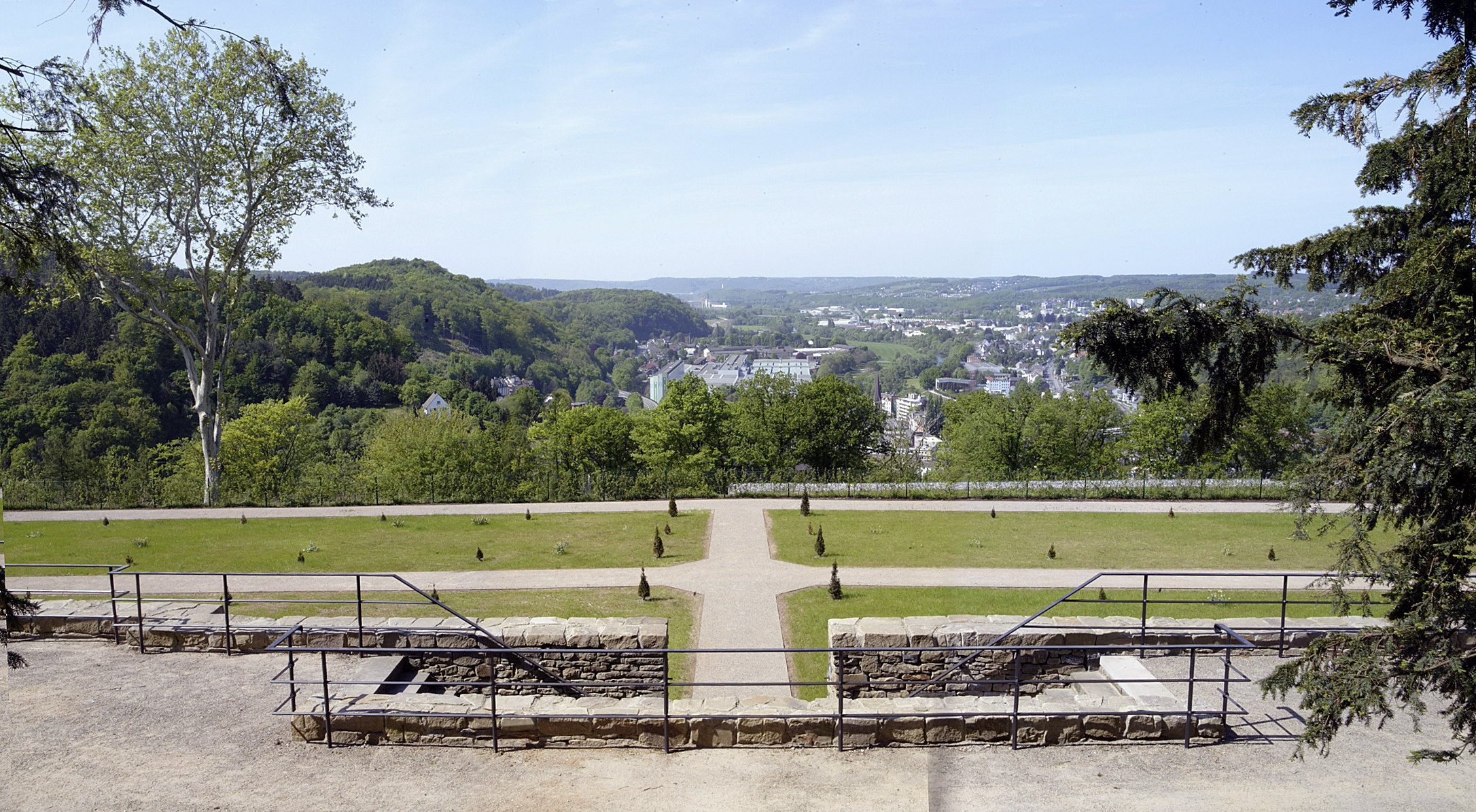
Barocker Schlossgarten Hohenlimburg (2013)

Ein Gemälde von 1741 zeigt ein Gartenparterre am Westhang des Burgberges: Mächtige Mauern stützen die große Gartenterrasse unterhalb des Schlosses. An der schlossseitigen Mauer ist ein Lattengerüst für Spalierpflanzen angebracht. Auf der mit großem Aufwand am Hang geschaffenen Terrasse befindet sich ein herrschaftlicher, regelmäßig gegliederter Garten, dessen vier rechteckige Rasenkompartimente durch ein Wegekreuz getrennt werden. Die Längs- und Querachse des symmetrisch angelegten Gartens werden durch Statuen und kegelförmig geschnittene Gehölze betont. An der Nordseite des Parterres bildet eine doppelreihige Hecke den Abschluss. Zwischen den Hecken führt ein Weg zum Aussichtspavillon, der als Pendant zum Turm am Beginn des Wehrganges der Burg einen optischen Schwerpunkt auf die nordwestliche Ecke des Gartens legt.
Die Grundstruktur dieses barocken Parterres blieb über die Jahrhunderte erhalten. Die Nutzung und somit auch die Pflege ließen jedoch zunehmend nach, und in den 1960er Jahren wurde der Garten mit Lärchen aufgeforstet. Seit 2000 wurden Ideen zu einer Wiederherstellung des Gartens aufgegriffen.
Bis heute gehört das Schloss dem Fürstenhaus zu Bentheim-Tecklenburg. Zu Beginn des 21. Jahrhunderts schloss sich die Fürstenfamilie mit drei Vereinen und zwei Stiftungen zusammen, um die fast verfallenen Schlossgärten zu neuem Leben zu erwecken.

## Umgestaltung und heutige Nutzung

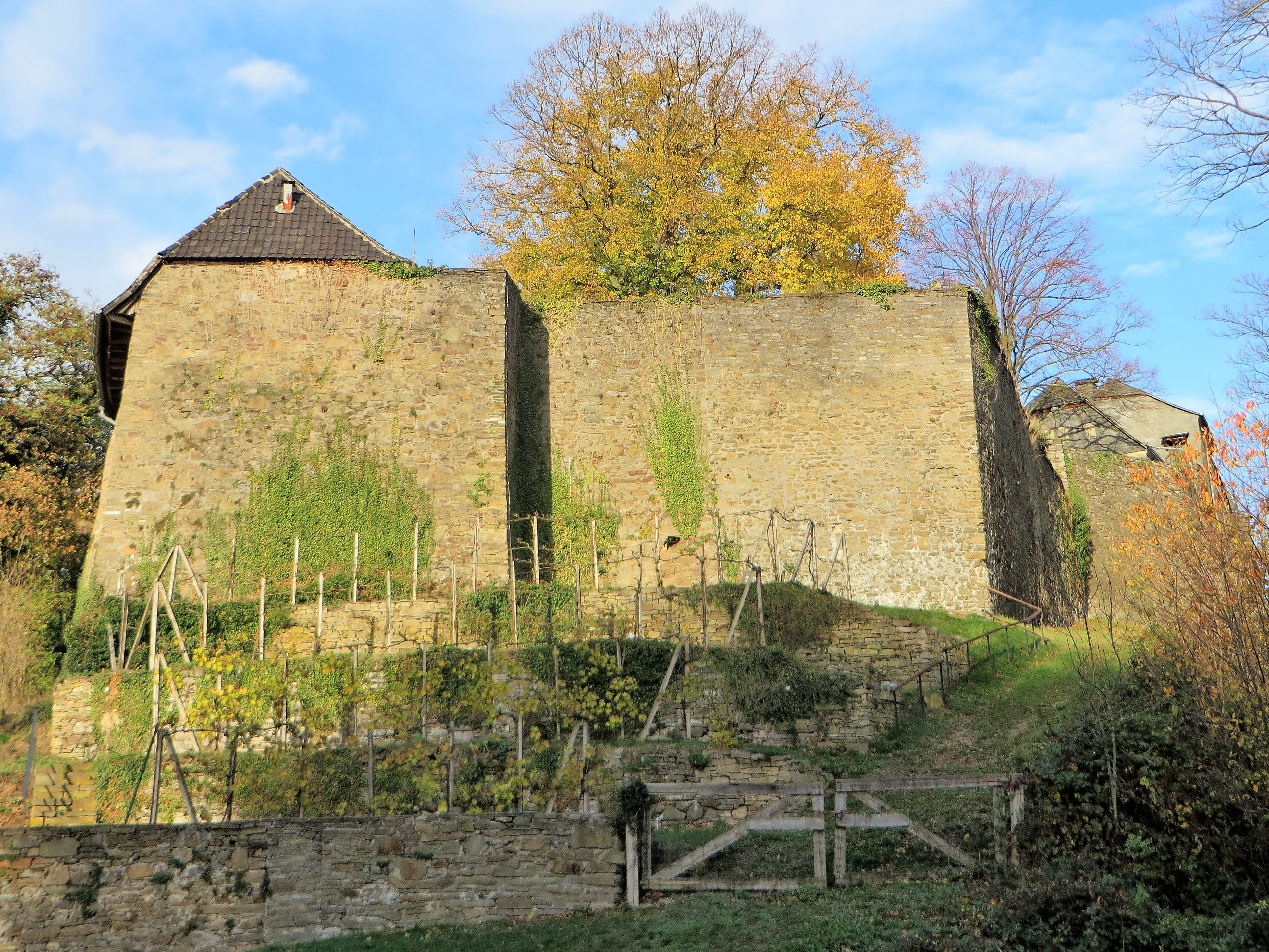
Weinberg am Schloss Hohenlimburg (2018)

Durch das herausragende Engagement gleich mehrerer Hohenlimburger Vereine und mit finanzieller Unterstützung der Bundesstiftung Umwelt sowie der NRW-Stiftung wurden die Arbeiten an dem Garten und weiteren Bereichen des Burgberges angegangen.
Die Iserlohner Landschaftsarchitektin Ina Bimberg wurde mit der Planung beauftragt. In der Umgebung des sensiblen Baudenkmals war Sorgfalt geboten. Nach und nach wurden die einzelnen Bausteine der Planung umgesetzt. Der Bürgerverein Wesselbach übernahm in Eigeninitiative die Anlage eines kleinen Weinberges an dem sonnenbeschienen Südhang des Burgberges. Ein Winzer hat den Verein beraten und praktische Tipps zur Pflanzung der 40 Rebstöcke gegeben. Die robuste Sorte „Regent“ versprach Anwachs- und Fruchterfolge im für den Weinanbau eher kühlen Klima. Der Bürgerverein führt die zahlreichen jährlichen Arbeitsschritte der Bewirtschaftung aus.

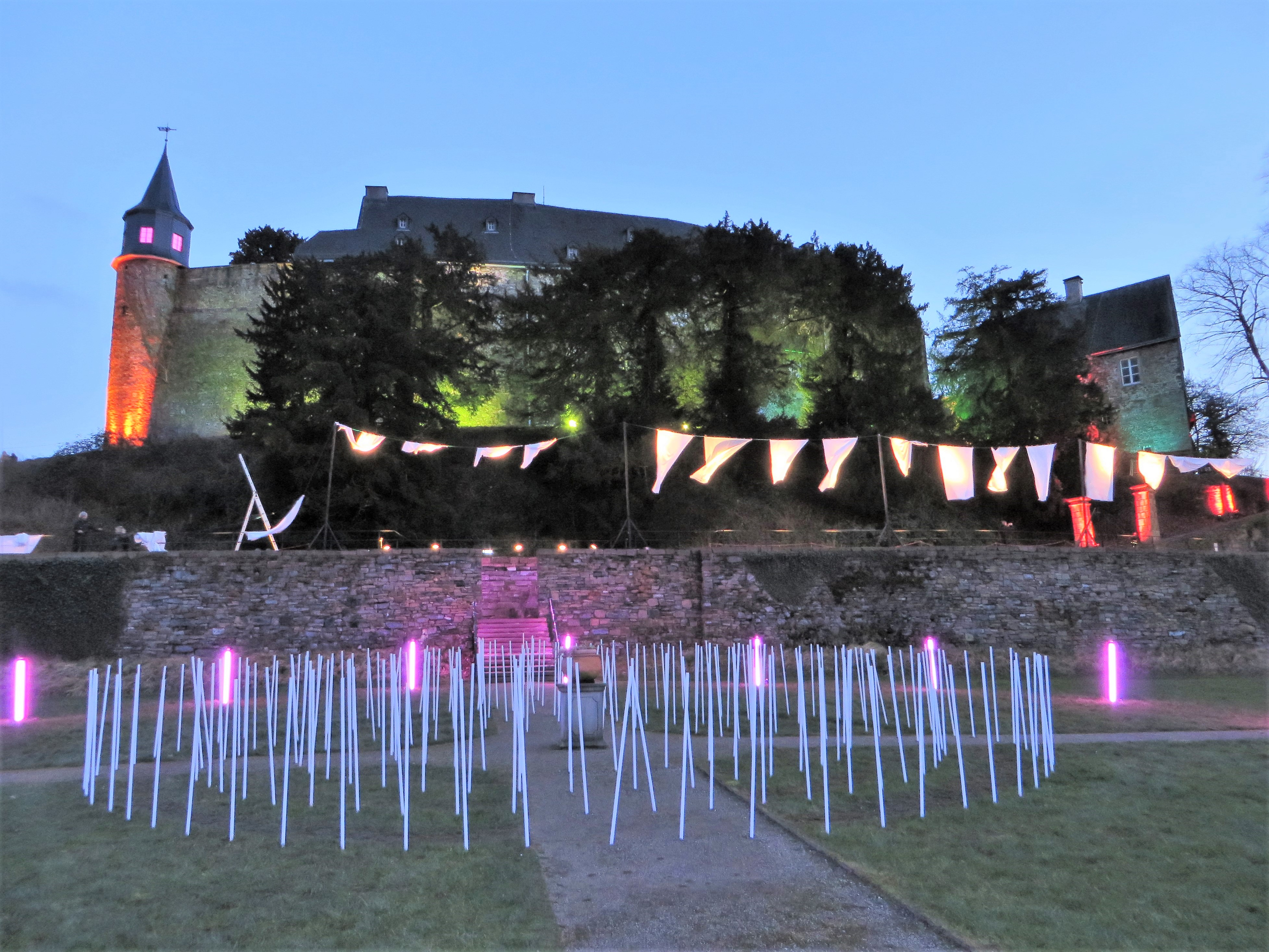
Lichtkunst Schloss Hohenlimburg

Der Verein für Orts- und Heimatkunde Hohenlimburg legte im Bereich des ehemaligen Dienerschaftsgartens eine Streuobstwiese an. 15 Bäume alter heimischer Sorten wie „Gute Luise“ oder dem „Roten Berlepsch“ wurden gesetzt.
Der Freundeskreis Schlossspiele Hohenlimburg hat sich der aufwändigen Wiederherstellung des barocken Schlossgartenparterres angenommen. Die Mauern, die Treppenanlage und das Wegenetz wurden wieder instand gesetzt und vier neue Rasenbeete erstellt.
Seit 2007 sind die einzelnen Gärten wieder geöffnet.
Der Schlossspielverein veranstaltet alljährlich Aufführungen im oberen Schlosshof oder im Gartenparterre. Weitere Veranstaltungen wie das „Keltic Festival“, die „Lichtspiele“, bei denen die Schlossfassaden und das Schlossumfeld künstlerisch illuminiert werden, oder der jährliche Weihnachtsmarkt im Schlosshof runden das kulturelle Programm am Schloss Hohenlimburg ab.
Im Burghof stehen immer noch zwei stattliche Linden, die als Naturdenkmale geschützt sind.
Seit September 2022 können Schloss und Garten täglich von 10 bis 17 Uhr besichtigt werden (kostenpflichtig).